# دوري هونغ كونغ لكرة القدم 1934–35
دوري هونغ كونغ لكرة القدم 1934–35 هو موسم من دوري هونغ كونغ لكرة القدم ‏. فاز فيه نادي جنوب الصين.